# 1er bataillon de chasseurs à pied
Le 1er bataillon de chasseurs à pied est une unité d'infanterie de l'armée de terre française.
Premier des bataillons de chasseurs à pied créés en 1840, il combat pendant les expéditions du Second Empire puis la guerre de 1870. Plusieurs fois cité à l'ordre de l'armée pendant la Première Guerre mondiale, il est plusieurs fois dissous et recréé pendant la Seconde. Il est mécanisé après-guerre, avant d'être dissous en 1992. En 2016, le centre d’entraînement au combat (CENTAC) du camp de Mailly reprend le nom du 1er bataillon de chasseurs. Le 1er juillet 2025, il redevient le 1er bataillon de chasseurs à pied.

## Histoire
Le duc d'Orléans crée en 1837 au camp de Vincennes la « compagnie de chasseurs d'essai ». Le 14 novembre 1838 est créé le « bataillon provisoire de chasseurs à pied » à huit compagnies, par le duc d'Orléans, fils du roi Louis-Philippe qui est engagé expérimentalement en Algérie. Il devient le 28 août 1839 le « bataillon de tirailleurs ».
Le 28 septembre 1840 nait officiellement le « 1er bataillon de chasseurs à pied », unité dont la création coïncide avec la mise sur pied de neuf autres bataillons identiques. Il est dénommé « 1er bataillon de chasseurs d'Orléans » à la mort du duc d'Orléans le 19 juillet 1842, puis, en 1848, est renommé « 1er bataillon de chasseurs à pied », appellation qu'il conservera jusqu'en 1951.
Le 1er bataillon de chasseurs à pied est reconstitué avec le 1er bataillon de marche de chasseurs à pied le 16 octobre 1870. Le 2 août 1914, il met sur pied le 41e bataillon de chasseurs à pied.
Dissous en 1942, il est recréé deux ans plus tard à partir du Groupe mobile d'Alsace (GMA) Suisse. Le bataillon, équipé de véhicules semi-chenillés, devient 1er bataillon de chasseurs portés le 1er décembre 1956. Le 1er juin 1956, le 1er bataillon de chasseurs portés, désormais en garnison à Reims, devient centre d'instruction du 1er BCP. Il est dissous le 30 juin 1962 puis la même année recréé en tant que 1er bataillon de chasseurs portés à Reims à partir du 12e bataillon de chasseurs alpins et du 29e bataillon de chasseurs à pied qui fusionnent.
Le 1er bataillon de chasseurs porté devient le 1er groupe de chasseurs mécanisé le 1er juillet 1968. Le 15 juillet 1975, il devient le 1er groupe de chasseurs puis est dissous en 1992.
En 2016 est créé le CENTAC - 1er BC à Mailly-le-Camp qui est renommé le 1er janvier 2019 CENTAC - 1er BCP.

## Chefs de corps
- - Ferdinand-Philippe d'Orléans

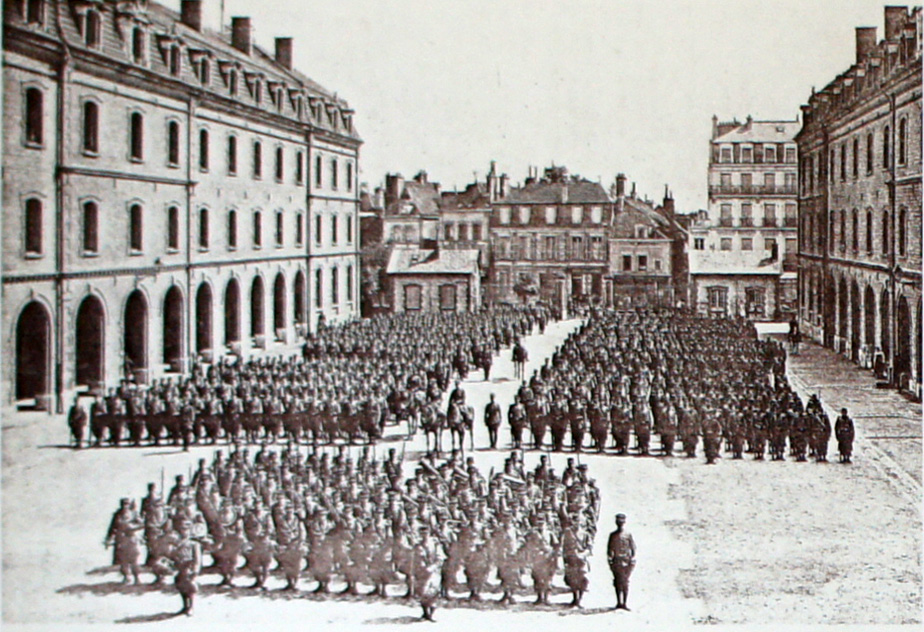
Présentation du 1er BCP

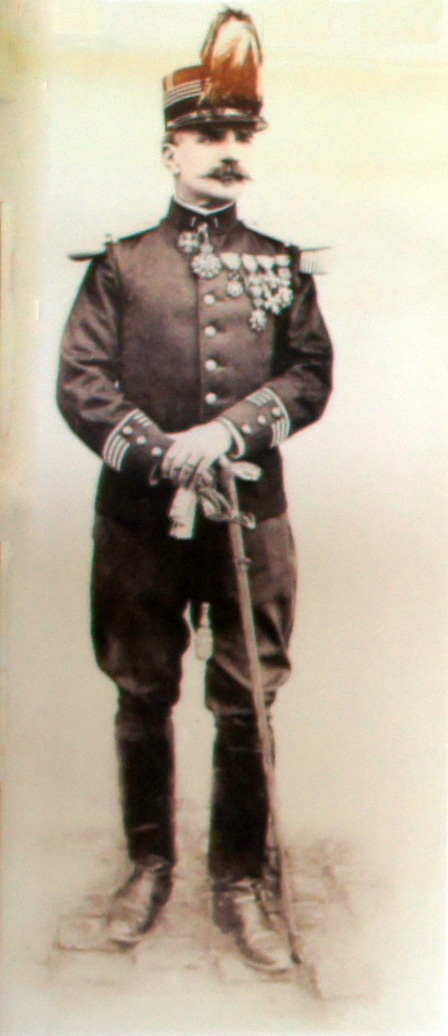
Driant, commandant du 1er BCP

  - 1840 : Chef de Bataillon de Ladmirault
  - 1841 : Chef de Bataillon Joseph-Décius-Nicolas Mayran
  - 1845 : Chef de Bataillon Henri Antoine de Lostanges de Saint-Alvère
  - 1847 : Chef de Bataillon de Marolles
  - 1849 : Chef de Bataillon François Guillaume Ulric de Sainte-Marie
- 1851 : Decaen
- 1853 : Tristan-Legros
- 1854 : Aymard
- 1855 : Gambier
- 1859: Commandant Mangin
- 1862 : Commandant de Courcy
- 1864 : Commandant Fournes
- 1869 : Commandant Bureau
- 1870-1871 : Commandant Pichon
- 1879 : Commandant Dugenne
- 1882 : Commandant Tournier
- 1887 : Commandant de Lacroix
- 1890 : Commandant Couturier
- 1894 : Commandant de Villaret
- 1899 à 1906 : Commandant Émile Driant Nommé chef de bataillon depuis 1896, le commandant Émile Driant est nommé en juillet 1899 chef de corps du 1er bataillon de chasseurs à pied alors en garnison à Troyes. Il exerce son commandement avec mérite – ce dont témoignent unanimement ses subordonnées et la presse locale – et fait du bataillon un bataillon d’élite connu dans toute l’armée sous le nom de « Bataillon Driant » très populaire en Champagne.
- 1906-1907 : Commandant Lorillard
- 1909 : Commandant Ernest Jean Aimé
- 1910-1913 : Commandant Delavau
- 1913 : Commandant Tabouis[1].
- 10 octobre 1914 : Commandant D'Origny
- 21 novembre 1914 : Commandant Somon
- 5 juin 1915 : Commandant Camors
- 4 février 1916 : Commandant Devincet
- 24 novembre 1916 : Commandant Le Bleu
- 1923 : Commandant Jouart
- 1925 : Commandant de Bizemont
- 1930 : Commandant Joliet
- 1933 : Commandant Albord
- 1935 : Commandant Cohendet
- 1937 - 1940: Commandant Toulorge
- 1940 : Commandant Maino
- 1941 : Commandant Moreau
- 1941-1942 : Commandant Lecomte
- 1944 (septembre à décembre) : Capitaine Baumeister
- 1945 : Commandant Paoli
- 1945 : Commandant Perot
- 1945 : Commandant Petit
- 15 janvier 1946 - 3 mai 1946 : Commandant Strauss
- 1946 : Commandant Martinelli
- 1947 : Commandant de Susbielle
- 1949 : Commandant Querol
- 1951 : Commandant Penichon
- 1952 : Commandant Germain
- 1954 : Commandant Huon de Kermadec
- 1956 : Commandant Sabatier
- 1956 : Commandant de Tarle
- 1957 : Commandant Delcros
- 1959 : Commandant Remy
- 1959 : Commandant Sohet
- 1960 : Commandant Lavoine
- 1962 : Colonel Maurice Henry
- 1964 : Colonel Arnoux
- 1966 : Colonel Barbat
- 1968 : Lieutenant-Colonel Merlin
- 1970 : Commandant Babillon
- 1972 : Commandant Teston
- 1974 : Colonel Grenouilleau
- 1976 : Colonel Bertrand Vouillemin
- 1978 : Colonel Bouffandeau
- 1982 : Colonel Fischer
- 1982-1984 : Colonel Philippe Verlot (**)
- 1984-1987 :Colonel Ancel
- 1987 : Colonel Judeaux (**)[2]
- 1988 : Colonel Le Bourg (***)[3]
- 1990-1992 : Lieutenant-Colonel Branche
- 2016-2017 : Colonel Benquet
- 2017-2019 : Colonel Ordas
- 2019-2021 : Colonel Loïc de Kermabon
- 2021-2023 : Colonel Pierre-Antoine Simon
- 2023-2024 : Colonel Axel Denis
- 2024 : le colonel Raphaël Assier de Pompignan prend le commandement du Centac-1er Bataillon de Chasseurs à Pied le 15 juillet.

(**)Par la suite Général de Brigade
(***)Par la suite Général de Division

## Historique des garnisons, combats et bataille du1erbataillon de chasseurs à pied

### Monarchie de Juillet(1830-1848)
- 1841 : Metz
- 1845 : Strasbourg

### Second Empire
Au 1er janvier 1849, le 1er BCP, sous le commandement du chef de bataillon De Marolles, est en garnison en Algérie et fait partie du Corps expéditionnaire de la Méditerranée et participe  l'expédition et au siège de Rome en juin.
En 1850, le régiment est à la division d'occupation en Italie et son dépôt est à Toulouse.
- 1853 à 1856 : Guerre de Crimée, forme la 1re brigade (général Esprit Charles Marie Espinasse) de la 1re division d'infanterie (général François Certain de Canrobert) du 2e Corps d'armée avec le 7e Régiment d'infanterie de ligne et le 1er Régiment de zouaves. De cette période date le célèbre refrain du bataillon : « Si l'septième de ligne a des couilles au cul, c'est le premier chasseurs qui lui en a foutu ! »
- Le 1er bataillon de chasseurs à pied a été décorée de la croix de la Légion d’honneur le 17 novembre 1859[4].
- mars 1862 à 1864 : Campagne du Mexique sous les ordres du commandant de Courcy. Assaut du couvent fortifié de Guadalupe (5 mai 1862), Siège de Puebla (1863), capture de Jose Maria Chavez Alonso (26 mars 1864), mise en déroute des troupes de Sandoval (22 mai 1864)
- retour en France en 1864.
- guerre franco-prussienne de 1870 au sein de la 1re brigade de la 4e division du 1er corps d'armée (maréchal de Mac-Mahon), sous les ordres de son chef, le commandant Bureau, tué lors de la bataille de Frœschwiller-Wœrth, (moulin de Gunstett) – bataille au cours de laquelle le bataillon perd la moitié de ses hommes.

Le 16 octobre 1870, le « 1er bataillon de chasseurs à pied », est reconstitué avec le 1er bataillon de marche de chasseurs à pied, formé à Saint-Étienne.

### De 1871 à 1914
- 1899 : en garnison à Troyes, au quartier militaire de Beurnonville, commandé par le commandant Émile Driant.
- 30 septembre 1913 arrivée à Senones dans les Vosges.
- 1er octobre forme le 10e groupe cycliste à partir de sa 6e compagnie; ce dernier sera affecté à la 10e Division de Cavalerie.

### Première Guerre mondiale
- Elle ne cite pas suffisamment ses sources. Vous pouvez indiquer les passages à sourcer avec {{référence nécessaire}} ou {{Référence souhaitée}}, et inclure les références utiles en les liant aux notes de bas de page. (Marqué depuis décembre 2020)
- Elle contient une ou plusieurs listes. Le texte gagnerait à être rédigé sous la forme d’un ou plusieurs paragraphes synthétiques, afin d’être plus agréable à lire. (Marqué depuis décembre 2020)
- Elle doit être recyclée. La réorganisation et la clarification du contenu sont nécessaires. (Marqué depuis décembre 2020)

Durant toute la Première Guerre mondiale, il fait partie avec le 31e, de la 86e brigade de la 43e Division d'infanterie. Il forme aussi deux bataillons de réserve, les 41e et 81e bataillon de chasseurs à pied. En 1914, le bataillon participe à l'occupation des cols des Vosges. Après avoir traversé la frontière le 11 août, il remporte le 14 août le combat de Plaine près de Saint-Blaise-la-Roche, qui vaudra au drapeau des chasseurs, la médaille militaire (celui-ci étant déjà décoré de la croix de la Légion d'honneur) et au bataillon la première de ses quatre citations à l'ordre de l'armée. En effet, il y fait quatre cents prisonniers parmi les soldats du 99e R.I.R, y capture plusieurs canons pris à l'ennemi, et surtout, s'empare du drapeau abandonné dans une ferme par le 2e bataillon de ce régiment. Ce sera le premier drapeau ennemi capturé par l'armée française lors de la Grande Guerre. Le bataillon participe ensuite à la course à la mer et aux combats dans les Flandres. En septembre 1915, le bataillon combat lors de l'offensive en Artois. Début 1916, le bataillon est engagé dans la fournaise de Verdun. Du 17 août au 23 décembre 1916, il combat autour de Vermandovillers en Picardie lors de la bataille de la Somme. En 1918, il combat en Champagne dans l'armée du général Gouraud.

#### 1914
Le 14 août, lors du combat de Saint-Blaise-la-Roche le 1er bataillon de chasseurs à pied s’empare du drapeau du 4e bataillon du 132e régiment d'infanterie allemand,.
Août, Vosges
- col du Hantz,
- col du Las
- col de Saales
- haute vallée de la Bruche
- Vallerysthal
- 25 août - 4 septembre : Bataille du col de la Chipotte

Septembre-octobre
- Bataille de la Marne
  - Mailly-le-Camp,
  - Sompuis,
  - Suippes

Octobre-novembre
- Artois
  - Ablain-Saint-Nazaire,
  - Carency
- Flandres
  - Mêlées des Flandres,
  - bois de Kappellerie,
  - Poperinge

Novembre-décembre
- Artois, secteur Notre-Dame de Lorette, 
  - Nœux-les-Mines.

#### 1915
- Janvier - février : Artois, Notre-Dame de Lorette
- Mars - août : Artois, secteur Notre-Dame de Lorette, les Ouvrages Blancs, Bois des Boches - Deuxième bataille d'Artois
- Septembre - décembre : Troisième bataille d'Artois, Givenchy.

#### 1916
- Janvier-mars : déplacement de l'Artois à Verdun - Verdun, fort de Tavannes, secteur nord du Fort de Vaux
- Avril - mai : repos Lavincourt, Somme-Yèvre - Château-Thierry
- Mai - juillet : en Champagne, secteur Tahure, Gratreuil
- Juillet - août : Bataille de la Somme
- Septembre - décembre : la Somme, secteur Vermandovillers, Deniécourt, Ablaincourt - repos

#### 1917
- Janvier-avril : déplacement à Villersexel, repos, instruction
- Mai-octobre : Bataille du Chemin des Dames, secteur du Panthéon
- Octobre-novembre : Bataille du Chemin des Dames, ferme de la Malmaison, carrières Montparnasse
- Novembre-décembre : région de Beaulieu, Hérimoncourt, Voujeaucourt, repos, instruction

#### 1918
- Janvier-avril : instruction Brouvelieures, La Croix-aux-Mines
- Avril-juin : Bataille de l'Aisne - déplacement en Champagne, secteur de Perthes-les-Hurlus
- Juillet-août : Bataille défensive de Champagne, moulin de Perthes
- Septembre - octobre : Offensive de Champagne, secteur du Mont-Muret, côte de Grateuil, Sommepy
- Novembre : en réserve région de Banogne, Chaumont-Porcien

### Entre-deux-guerres
À la fin de la guerre, au mois de janvier 1919, il quitte le Luxembourg pour Senones où il cantonne chez l'habitant. Renforcé par des travailleurs Russes, il est chargé de récupérations sur les champs de bataille de Senones et Moyenmoutier. Après avoir perdu un sergent et deux chasseurs au mois d'avril, en chargeant des obus, le bataillon est remis à l'instruction. Le 1er aout 1919 il quitte Senones pour rallier Wissembourg le 9 août. Il y cantonnera au quartier Hoche jusqu'au 1er octobre 1929, date à laquelle il rejoint Strasbourg jusqu’en 1939
Il forme la 4e demi-brigade de chasseurs à pied (DBCP) avec le 10e BCP de Savernes et le 29e BCP de Gerardmer.

### Seconde Guerre mondiale

#### 1940 - Résumé
En 1939, la 4e DBCP (dont fait partie le 1er BCP sous les ordres du Commandant Toulorge) est rattachée à la 43e division d'infanterie. Pendant la bataille de France, le bataillon résiste tant bien que mal à la poussée allemande. Il résiste notamment à La Longueville et La Bassée, puis rejoint Dunkerque, ville d'où il embarque pour l'Angleterre. Il participe à la tentative de rétablir un front en Normandie, avant d'être fait prisonnier le jour de l'Armistice.

#### Du 10 mai au 23 juin 1940
En 1940, au sein de la 43e division d'infanterie, le 1er BCP, le 10e BCP et le 29e BCP forment, avec les Eléments Régimentaires (ER), la 4e Demi-Brigade, sous les ordres du commandant Troullier.
Le 10 mai, tandis que l'Allemagne hitlérienne envahit la Belgique et les Pays-Bas, la 4e Demi-Brigade rentre de manœuvres en Champagne. Du 12 au 16 mai, elle se déplace vers la Sambre (au sud-ouest de Charleroi en Belgique), s'y installe le 17 mai pour la tenir, puis rejoint le 18 mai la ligne Maginot au nord de Maubeuge, où des automitrailleuses allemandes sont déjà signalées.
Le 19 mai vers 9 h 30 arrive l'ordre pour le 1er BCP, le 29e BCP et les ER de faire mouvement vers La Longueville (Le 10e BCP est alors détaché de la 4e DB).
Le 20 mai : combat de La Longueville. Dès son arrivée dans la nuit, le 29e BCP combat entre Les Mottes et le sud de La Longueville et se fait décimer ; à 6 h ceux qui ne sont pas prisonniers retraitent sur Bavay puis Capelle, sauf quelques éléments qui rejoignent le 1er BCP. Ce dernier est arrivé à La Longueville avant 3 h. De 6 h à 14 h : quatre attaques auront lieu sur le carrefour, de plus en plus violentes. Le 1er BCP et les éléments du 29e BCP tiennent le coup, mais les diverses sections placées vers le carrefour ont été, à tour de rôle, éliminées. Tenir jusqu’à la nuit parait une utopie ; ce qu'il reste de la Demi-Brigade, principalement du 1er BCP, tente le décrochage de jour à 14h30 et s’échappe vers Valenciennes par la Belgique sans être poursuivie. Mais une colonne allemande avance plus au nord ; une autre plus au sud atteint déjà Arras. Pour conjurer l’encerclement et  retrouver la 43e DI commence une interminable marche du 20 après les combats au 23 mai (traversée de la ligne Maginot de nuit sans heurts, cantonnements à Curgies, à Haveluy puis à Genech et enfin à Wavrin).
Entretemps le 22 mai à Capelle ont été retrouvés l’EM de la 43e DI et 200 rescapés de la Demi-Brigade, principalement du 29e BCP. Le commandant Troullier a ainsi ramené près de 1 500 hommes à la Division. Le 24 mai est occupé à la remise sur pied des unités : le 1er BCP n’a plus que neuf sections de fusiliers-voltigeurs ; le 29e BCP en a six. Comme engins, la Demi-Brigade a deux 81 du 29e, un 60 du 1er, un 60 du 29e, trois canons de 25. A 20 h, la 4e DB part s’installer en môle à Sainghin.
Le 25 mai vers 11 h arrive l'ordre pour le 29e BCP de continuer à tenir Sainghin et le pont de Don, tandis que le 1er BCP et les ER iront tenir les sous-quartiers de l'Abbaye, de Hantay et de Salomé ; la mise en place est difficile sous les feux de l'ennemi, finalement calmés par les tirs d'artillerie précis du 12e RAD. Entre-temps le 29e BCP perd une compagnie envoyée par le général Vernillat à La Bassée ; il ne lui reste donc plus que la valeur d’une grosse compagnie.
Le 26 mai matin, les éléments anglais qui tenaient le canal de La Bassée commencent à se replier sur ordre. Il s’agit donc pour le 1er BCP de porter la défense sur le canal même. Des troupes sont mises à la disposition du Lt-colonel Troullier : le reliquat du 29e BCP lui est rendu, puis le IIe Bataillon du 131e RI (réduit à 210 hommes qui se placent sur le canal de La Deule face à l’est) et sa CRME (qui renforce le 1er BCP de son artillerie). Ces mouvements seront terminés le 27 vers 3 heures.
Le 27 mai : bataille de La Bassée. La fusillade commence vers Salomé vers 4h, le long du canal bientôt traversé par des Allemands sur des canots. Vers 7 h 30, les quelques éléments survivants du 1er BCP qui tenaient Salomé se replient sur Petit Rivage. Dans le sous-quartier de Hantay, l’attaque commence vers 5 h. Vers 8 h 30, un ordre de repli sur Petit Rivage est exécuté. Le sous-quartier de l’Abbaye est pilonné à 6 h 30 puis à 7 h 30, suivi d’une attaque d'infanterie. Vers 8 h, l’Abbaye est évacuée par ses défenseurs. A 10h, une ligne de défense est rétablie en arrière du canal sur la voie ferrée. A 10 h 30 arrive l'ordre de « tenir sur la voie ferrée au moins jusqu'au milieu de l’après-midi », une DLM de relève … ne viendra pas ! De 14 h à 17 h : pas de véritables attaques d’infanterie, mais de nombreux échanges d'artillerie. Après 17 h, la valeur d'une demi-compagnie allemande échappe à l'artillerie grâce à un repli de terrain. Vers 18h15, la défense entre l’ennemi et les PC de la Demi-Brigade a été anéantie quand arrive l'ordre de repli, à partir de 19 h et sans couverture. Commence à nouveau une longue marche pour éviter l'encerclement : du 27 après les combats jusqu’au 29 mai à 4 h du matin (cantonnements à Bailleul, puis une étape de 52 km jusqu'à Bray-Dunes près de Dunkerque).
L’opération Dynamo est en cours. Les 29 et 30 mai, la 4e DB doit attendre son tour d'embarquement. Elle embarque le 31 mai sur deux avisos et la mâle Cote d'Argent. Les hommes embarqués sur les avisos passeront cinq jours à Bournemouth et ne seront retrouvés qu'en Normandie. Ceux sur le Côte d'Argent rembarquent dès le 1er juin à Devonport sur le El Djezaïr, débarquent à Cherbourg pour atteindre Lisieux puis Fervaques le 3 juin vers 12h30, où ils retrouvent un convoi automobile de la 4e DB perdu depuis les Flandres.
Les journées des 4 au 13 juin sont employées à la réorganisation des unités pour former le 158e RI de marche ; mais le 1er BCP obtient d'être maintenu au sein de ce 158e RI : Le 29e BCP, à l’effectif d’une compagnie, formera la 3e Compagnie du 1er BCP. Du 13 au 17 juin, les ordres de déplacement se succèdent : le 13 à 19h vers Livarot ; le 14 dans la matinée vers Eraines (Est de Falaise), et à 23 h sur La Dives en situation défensive, le 16 à 23 h sur La Laize, le 17 matin sur l'Orne, vers 16 h sur Flers, puis sur Mortain (2e et 3e Bataillons du 158e RI) et Domfront (1er Bataillon).
Le 17 juin vers 20 h 30, des Allemands, agitant des drapeaux blancs, sont entrés en pourparlers : ils demandent le libre passage, certifiant que l'armistice est signé, et qu’il faut donc éviter toute nouvelle effusion de sang. Vers 23 h, il est décidé d’accepter leur proposition, une entente avec les autorités allemandes ayant été autorisée par la Division.
Le 18 juin, le 1er Bataillon exécute son mouvement vers Domfront entre 1 h 15 et 16 h (l'ordre n’a pu être acheminé au 2e Bataillon à Thury-Harcourt, et le 3e Bataillon a été désarmé à son passage à Tinchebray). Il croise plusieurs colonnes allemandes, arguant quand nécessaire de l'accord passé dans la nuit.
Le 19 juin, un officier allemand demande que le 1er Bataillon se reconnaisse prisonnier, sans résultat. Les allemands sont déjà à Cherbourg, Rennes, Le Mans. Le 1er Bataillon est donc encerclé, mais non prisonnier. Les 20 et 21 juin, celle situation perdure.
Le 22 juin, un général allemand se présente, le Bataillon est bel et bien prisonnier. Le Lt-colonel Troullier va faire ses adieux à la troupe qui l'acclame de trois hourras ! A 18h40 l’Armistice était signé.
Le 23 juin, le 1er Bataillon prisonnier est dirigé sur Couterne. Ses officiers seront emprisonnés jusqu'au 8 septembre dans l'Hôtel du Parc à Bagnoles, puis partiront pour l'Oflag XVIII-A.

#### 1942 à 1945
Maintenu dans l'armée d'armistice en garnison à Belley (Ain), le Premier est finalement dissous en novembre 1942.
En septembre 1944, le 1er BCP est reconstitué dans le cadre du Groupe mobile d'Alsace (GMA) Suisse. Il est composé de 2 140 Alsaciens et Mosellans (réfractaires, déserteurs de la Wehrmacht ou réfugiés), intégrés au sein des 1er et 4e BCP. Après un mois d'entrainement à Ornans, le 1er BCP participe aux combats de Seppois-le-Bas le 26 novembre 1944. Le bataillon y soutient le 152e RI face à la contre-attaque allemande de la 198. Infanterie Division. Après les combats, les chasseurs sont dirigés vers Mulhouse.
Le 1er décembre 1944, les réfractaires défilent fièrement dans les rues de la ville. Le bataillon prend ses quartiers à la caserne de Coehorn et participe à des opérations de nettoyage dans la ville jusqu'au 10 décembre. À cette date, les Alsaciens sont mis en congé illimité et libérés de leurs obligations militaires. Certains volontaires s'engagent au sein du 31e BCP. Le G.M.A. est dissous.
À partir du 1er janvier 1945, le bataillon est recréé et participe de nouveau aux combats dans la région de Saint-Nazaire jusqu'à l'armistice.

### De 1945 à 1992
- 1945 : séjour en Algérie.
- 1946 : le 1er Bataillon de Chasseurs Portés s'installe au camp des Loges à Saint-Germain-en-Laye.
- 1956 : installation à Reims, au quartier Jeanne d'Arc (situé Boulevard Pommery ). Le bataillon devient centre d'instruction du 1er BCP ; sa mission est d'instruire les jeunes recrues pour en faire des soldats qui alimenteront un certain nombre d'unités en opération en Afrique du Nord.

#### 1ergroupede chasseurs
- Elle ne cite pas suffisamment ses sources. Vous pouvez indiquer les passages à sourcer avec {{référence nécessaire}} ou {{Référence souhaitée}}, et inclure les références utiles en les liant aux notes de bas de page. (Marqué depuis décembre 2020)

En 1973, le 1er groupe de chasseurs mécanisé a été chargé de l'expérimentation des véhicules nouveaux du type AMX 10 VTT.
Au début des années 1980, le 1er groupe de chasseurs, en garnison à Reims depuis le milieu des années 1950, totalise environ 1 100 hommes : une cinquantaine d'officiers, près de 200 sous-officiers et environ 900 chasseurs.
Le 1er occupe alors trois quartiers :
- Au quartier Jeanne d'Arc sont installés l'état-major, une compagnie de commandement, d'appui et de services, la CCAS, comprenant l'ensemble des services utiles au corps (services administratifs, techniques, etc.). La section de mortiers lourds (SML) (chef de section :Lieutenant Favreau )(mortiers de 120 mm rayés Brandt en expérimentation)-section aux ordres du Capitaine commandant la CEB (1974/76 : capitaine Yves LE COZ, adjoint Lieutenant DELCAMPE), pour administration uniquement, et la Compagnie d'éclairage de la 10e Brigade Mécanisée (CEB/10)-dont une section de radar Rasura, sont stationnées à Mourmelon près du 503e régiment de chars de combat (RCC) et du 18e régiment de Dragons. Au quartier Jeanne d'Arc sont aussi installés deux escadrons de chars AMX-13 à canon de quatre-vingt-dix millimètres organisés en quatre pelotons de trois chars et un peloton missile SS 11 de quatre chars AMX-13 à canon de soixante-quinze millimètres. Y sont en outre basés deux compagnies de combat équipées d'AMX 10 amphibies, articulées en quatre sections et une section Milan de quatre groupes de tir (huit pièces).
- Au quartier Chatellus est installée la 11e compagnie spécialisée dans l'instruction des jeunes recrues.
- Au quartier Colbert se trouvent la fanfare du corps et le bureau mobilisation du bataillon dérivé : le 41e groupe de chasseurs.

Le 14 juillet 1974, le 1er défile à pied à Paris sur le parcours Bastille République. En 1975, le 1er groupe de chasseurs mécanisés défile à Paris, cours de Vincennes.
Doté de véhicules de transport de troupes AMX-10 P, de chars de combat AMX 30 B stationné au quartier Delestraint à Mourmelon le Grand et de véhicules de l'avant blindé, ce régiment d'infanterie mécanisée appartenait dans les années 1990 à la 10e division blindée et prenait place dans le 1er corps d'armée de l'armée française. Il totalisait environ mille deux cents hommes.

### Dissolution en 1992; recréation en 2016
En 1992, le 1er Groupe de Chasseurs, dernier régiment de l'Armée de terre déployé dans la garnison de Reims, est dissous.
Le 1er juillet 2016, le Centre d'entrainement au combat (CENTAC), anciennement dépositaire des traditions du 5e régiment de dragons, reprend celles du 1er bataillon de chasseurs. Le 1er janvier 2019, il prend l'appellation de CENTAC - 1er bataillon de chasseurs à pied. 
Le 1er juillet 2025, il redevient le 1er bataillon de chasseurs à pied (1er BCP).

## Personnalités ayant servi au1erBCP
- Jean Théodore François Champion (1812-1889) alors lieutenant.
- Brice Adrien Bizot (1848-1929), 1870, futur général.
- Emile Driant (1855-1916), officier, écrivain sous le pseudonyme de capitaine Danrit, député de Nancy, mort pour la France en 1916.
- Hippolyte-Alphonse Pénet (1867-1953), 1888, futur général.
- Joseph Vidal de la Blache (1872-1915), sous-lieutenant puis lieutenant au bataillon de 1894 à 1899, mort pour la France.
- Bertrand du Cor de Duprat de Damrémont (1879-1958), cavalier affecté temporairement comme capitaine major en 1917.
- Philippe Barrès (1896-1975), fils de Maurice Barrès.
- Aimery Blacque-Belair (1898-1989), militaire et homme politique.

## Fanion

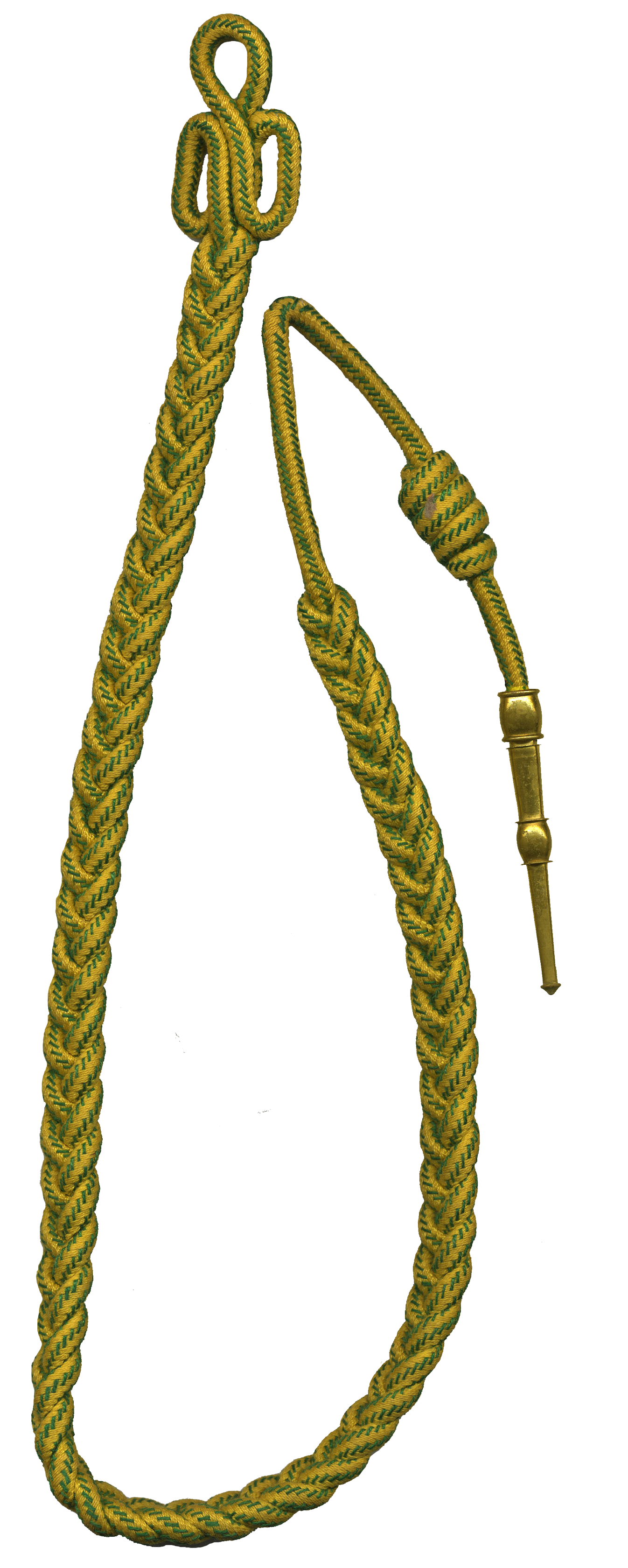
fourragère aux couleurs du ruban de la médaille militaire.

Le fanion du 1er Groupe de chasseurs, décoré de la croix de guerre 1914-1918 avec quatre citations à l'ordre de l'armée obtenues durant la Première Guerre mondiale. Porte la fourragère aux couleurs de la médaille militaire (attribuée le 4 novembre 1918). Y sont épinglées les médailles commémoratives de plusieurs campagnes (campagne de Crimée, campagne du Mexique, guerre franco-prussienne de 1870), décorations retirés par la suite à sa recréation en 2016. Le fanion du 1er était gardé par le 16e BC situé à Bitche en Moselle, jusqu'à la recréation, le 12 juillet 2016, date à laquelle le fanion a été remis au lieutenant-colonel Benquet par les mains du lieutenant-colonel Branche, chef de corps à la dissolution en 1992.